# Nick Hornby
Pour les articles homonymes, voir Hornby.
Œuvres principales
- Carton jaune (1992)
- Haute Fidélité (1995)
- À propos d'un gamin (1998)
- La Bonté : mode d'emploi (2001)

Nick Hornby, né le 17 avril 1957 à Redhill, est un romancier, essayiste, journaliste, parolier et scénariste britannique. Il est surtout connu pour ses romans Haute Fidélité et À propos d'un gamin, ainsi que pour son essai autobiographique Carton jaune, qui porte sur le football. Son œuvre évoque souvent la musique et le sport, et met en scène des protagonistes à la personnalité obsessionnelle. Ses livres se sont vendus à plus cinq millions d'exemplaires dans le monde (2009).

## Jeunesse et études
Nick Hornby est né à Redhill, dans le comté de Surrey. Il est le fils de Margaret Audrey Withers, sténographe, et de Sir Derek Peter Hornby, qui devient président de London and Continental Railways en 1994. Ses parents divorcent alors qu'il est âgé de onze ans. Il grandit dans la ville de Maidenhead, suit sa scolarité secondaire à Maidenhead Grammar School (en), puis étudie la littérature anglaise au Jesus College de l’université de Cambridge. Il obtient ensuite un diplôme d'enseignant à l'université de Kingston, qui lui décernera également un doctorat honoris causa en 2017,.

## Carrière
Contemporary American Fiction (1992), premier ouvrage publié de Hornby, est un recueil d'essais qui traite d'auteurs américains tels que Tobias Wolff et Ann Beattie. Son deuxième livre, Carton jaune, sorti la même année, est un récit autobiographique narrant en détail sa vie de fervent supporter de l'Arsenal Football Club. Ces mémoires, qui lui valent  le prix William Hill du livre sportif de l'année (William Hill Sports Book of the Year Award), sont portées à l'écran au Royaume-Uni en 1997. En 2005, ce film fait lui-même l'objet d'un remake américain, dans lequel Jimmy Fallon incarne un personnage obsédé par les Red Sox de Boston, une équipe de baseball. Grâce au succès de Fever Pitch, Hornby commence à publier des articles dans le Sunday Times, Time Out, The Literary Review et le Times Literary Supplement, ainsi que des critiques musicales pour le New Yorker.
Haute Fidélité (1995), son troisième livre et premier roman de fiction, qui met en scène un collectionneur de musique obsessionnel et ses échecs sentimentaux, est adapté en l'an 2000 dans un film avec John Cusack, puis en comédie musicale en 2006.
Son deuxième roman, À propos d'un gamin, publié en 1998, parle de deux « gamins » : Marcus, un adolescent bizarre mais attachant élevé par une mère célibataire, et le trentenaire Will Freeman, sans attaches familiales ni sentimentales, qui réussit à surmonter son immaturité et son égocentrisme grâce à la relation qu'il développe avec Marcus. Hugh Grant et Nicholas Hoult étaient à l'affiche de l'adaptation cinématographique de 2002.
En 1999, Nick Hornby reçoit le prix E. M. Forster de l'Académie américaine des arts et des lettres.
Son livre suivant, Conversations avec l'ange (2000), est un recueil de douze nouvelles écrites par différents écrivains (dont une par lui-même). Une partie des recettes va à TreeHouse (en), une école qui accueille des enfants autistes, dont son propre fils.
La Bonté : mode d'emploi, roman publié en 2001, est écrit du point de vue d'une femme, qui sonde les mœurs contemporaines, le mariage et la parentalité. Il remporte le prix W.H. Smith pour les œuvres de fiction (W.H. Smith Award for Fiction) en 2002.
En 2003, Nick Hornby écrit un recueil d'essais intitulé 31 Songs, qui porte sur une sélection de chansons populaires et sur l'émotion qu'elles véhiculent. La même année, il reçoit le prix de Londres (London Award 2003), une récompense décernée par des confrères écrivains.
Nick Hornby est également l'auteur d'essais traitant de divers aspects de la culture populaire. Il est en particulier connu pour ses écrits sur la musique pop et les amateurs de mixtapes. Depuis 2003, il tient une rubrique littéraire pour le mensuel The Believer, intitulée « Les trucs que j'ai lus » ("Stuff I've been reading"). Tous ces articles sont repris en recueil dans The Polysyllabic Spree (2004), Housekeeping vs. The Dirt (2006), Shakespeare Wrote for Money (2008), et More Baths Less Talking (2012).
Le roman Vous descendez ? est publié en 2005. Il faisait partie de la liste des candidats sélectionnés pour le prix Whitbread Novel Award.
Nick Hornby a également composé des anthologies sur le sport : My Favourite Year et The Picador Book of Sports Writing.
Slam (2007), son premier roman pour la jeunesse, a été reconnu par l'American Library Association (ALA) comme étant l'un des meilleurs livres pour jeunes de l'année 2008. Le personnage principal est un skateur de 16 ans dont la vie change radicalement lorsque sa petite amie tombe enceinte.
Nick Hornby publie Juliet, Naked en septembre 2009. Sur la même longueur d'onde que son premier roman Haute Fidélité, ce livre parle d'une rock star des années 1980 qui, bien que ne donnant plus signe de vie, continue d'obséder quelques fans sur Internet. Le journal The Guardian a révélé le synopsis dans sa sélection 2009 des livres à ne pas manquer.
Son dernier roman, Funny Girl, qui met en scène une lauréate d'un concours de beauté dans les années 1960, déterminée à se faire un nom dans le monde de la sitcom, est sorti fin 2014.

## Musique
La longue et fructueuse collaboration de Nick Hornby avec le groupe de rock Marah (en) témoigne de l'importance qu'occupe la musique dans ses romans comme dans sa vie. L'auteur a même été en tournée avec le groupe aux États-Unis et en Europe, les rejoignant sur scène pour lire des essais qui évoquent des moments particuliers de sa propre expérience musicale et des artistes qui ont une signification particulière pour lui.
Les critiques musicales de Nick Hornby, notamment celles publiées dans le New Yorker et dans 31 Songs, se sont vu reprocher leur traditionalisme en matière de musique rock et leur point de vue conservateur sur le post-rock et les autres musiques expérimentales par des auteurs tels que Kevin Dettmar (dans son livre Is Rock Dead?), Curtis White (en) (dans un essai intitulé « Kid Adorno »), Barry Faulk et Simon Reynolds.
Nick Hornby a aussi beaucoup collaboré avec l'auteur-compositeur Ben Folds. Leur album Lonely Avenue, dont il a écrit les paroles, est sorti en septembre 2010.

## Vie personnelle
Nick Hornby s'est marié deux fois. Avec sa première femme, Virginia Bovell, il a eu un fils, né en 1993, qui est autiste. Sa seconde femme est la productrice Amanda Posey. Ils ont deux fils, nés  en 2003 et 2005. La sœur de Nick Hornby, l'écrivaine Gill Hornby, est mariée à Robert Harris.
En 2010, Nick Hornby cofonde Ministry of Stories, une association à but non lucratif domiciliée dans l'Est de Londres, ayant pour but d'aider les enfants et les jeunes à développer des talents d'écrivain et les professeurs à inspirer à leurs élèves l'envie d’écrire.
Hornby a aussi joué un rôle actif dans la fondation de l'association Ambitious about Autism (en), anciennement Treehouse Trust. Il y participe toujours en qualité de vice-président.
Hornby évoque ses crises de dépression en 2012 sur BBC radio 4, lors de l'émission « Fever Pitched: Twenty Years On » (« Carton jaune, vingt ans après »). Le thème de la dépression et du suicide est d'ailleurs assez présent dans son œuvre, notamment dans Vous descendez ?.

## Œuvres

### Romans
- Carton jaune ((en) Fever Pitch, 1992)
- Haute Fidélité ((en) High Fidelity, 1995)
- À propos d'un gamin ((en) About a Boy, 1998)
- La Bonté : mode d'emploi ((en) How to Be Good, 2001)
- Vous descendez ? ((en) A Long Way Down, 2005)
- (en) Click, 2007Écrit avec Linda Sue Park, David Almond, Eoin Colfer, Roddy Doyle, Deborah Ellis, Margo Lanagan, Gregory Maguire, Ruth Ozeki et Tim Wynne-Jones (en).
- Slam (en) (2008)
- Juliet, Naked ((en) Juliet, Naked, 2009)
- Funny Girl (en) (2014)
- Un mariage en dix actes ((en) State of the Union, 2019)
- Tout comme toi ((en) Just Like You, 2020)

### Scénarios
- 2009 : Une éducation de Lone Scherfig
- 2014 : Wild de Jean-Marc Vallée
- 2015 : Brooklyn de John Crowley

### Nouvelles
- (en) Faith, 1998
- (en) Not a Star, 2000
- (en) Nipple Jesus, 2002
- (en) Otherwise Pandemonium, 2005
- (en) Everyone's Reading Bastard, 2012

### Autres
- (en) Contemporary American Fiction, 1992  (ISBN 0-312-04213-2)
- (en) My Favourite Year: A Collection of Football Writing, 1993  (ISBN 0-7538-1441-2)
- (en) The Picador Book of Sportswriting, 1996  (ISBN 0-330-33133-7)
- Conversations avec l'ange ((en) Speaking with The Angel, 2000)  (ISBN 0-14-029678-6)Ouvrage collectif édité sous la direction de Hornby
- 31 Songs, 10/18, 2004 ((en) 31 Songs, 2003)  (ISBN 978-2264037480)Également publié sous le titre Songbook aux États-Unis
- (en) The Polysyllabic Spree, 2004  (ISBN 1-932416-24-2)
- (en) Housekeeping vs. the Dirt, 2006  (ISBN 1-932416-59-5)
- (en) Shakespeare Wrote for Money, 2008  (ISBN 1-934781-29-0)
- (en) More Baths Less Talking, 2012  (ISBN 978-1-938073-05-2)

## Distinctions
- 1993 : William Hill Sports Book of the Year pour Carton jaune
- 1999 : E. M. Forster Award
- 2002 : WH Smith Literary Award, pour La Bonté : mode d'emploi
- 2002 : 31 Songs sélectionné pour le National Book Critics Circle Award
- 2003 : London Award
- 2005 : Vous descendez ? sélectionné pour le Whitbread Novel Award
- 2008 : ALA Best Books for Young Adults, pour Slam
- 2012 : British Sports Book Awards, Outstanding Contribution to Sports Writing (« contribution remarquable à la littérature sportive. »)[17],[18]
- 2012 : prix international de journalisme Manuel-Vázquez-Montalbán de journalisme sportif[19]
- 2022: Prix Fitzgerald pour Tout comme toi

## Adaptations de son œuvre

### Cinéma
Plusieurs livres de Nick Hornby ont été adaptés pour le grand écran. L'auteur a écrit le scénario du premier film, une adaptation britannique de Carton jaune datant de 1997, avec Colin Firth. Celle de Haute Fidélité, sortie en 2000, avec John Cusack, déplace l'action de Londres à Chicago. Après ce succès, À propos d'un gamin sort en film en 2002, avec Hugh Grant à l'affiche. Une version américanisée de Carton jaune, dans laquelle Jimmy Fallon joue un fan irrécupérable de l'équipe Boston Red Sox, qui essaie de concilier son amour pour le baseball avec celui pour sa petite amie (jouée par Drew Barrymore), est sorti en 2005. Up and Down, l'adaptation de Vous descendez ?, arrive sur les écrans en 2014. Johnny Depp avait acheté les droits d'adaptation avant même la publication du livre.
En 2009, Nick Hornby adapte une œuvre autobiographique de la journaliste Lynn Barber sous le titre Une éducation, un long métrage avec Peter Sarsgaard et Carey Mulligan. Il est nommé aux Oscars pour son scénario.
Adaptations cinématographiques :
- Carton jaune : réalisé par David Evans (scénario de Nick Hornby) en 1997
- High Fidelity : réalisé par Stephen Frears en 2000
- Pour un garçon : réalisé par Paul et Chris Weitz en 2002
- Terrain d'entente : réalisé par les frères Farrelly en 2005
- About a Boy : série télévisée (2013)
- A Long Way Down : réalisé en 2014 par Pascal Chaumeil (adapté de Vous descendez ?)

### Sur scène
Haute Fidélité a aussi inspiré une comédie musicale du même nom, dont l'action est déplacée à Brooklyn. Jouée à Boston puis à Broadway, celle-ci connaît dix-huit avant-premières et quatorze représentations régulières. Le livret est de David Lindsey-Abaire, les paroles d'Amanda Green et la musique de Tom Kitt.